# 菲爾湖
54°07′N 10°26′E / 54.12°N 10.44°E

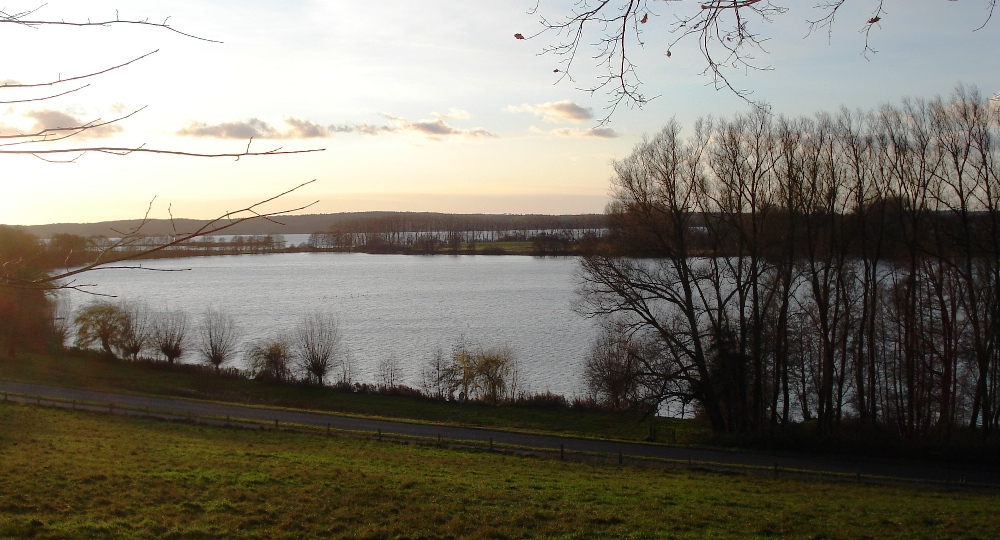

菲爾湖（德語：Vierer See），是德國的湖泊，位於該國北部石勒蘇益格-荷爾斯泰因州，由普倫縣負責管轄，長3.2公里、寬0.5公里，面積1.32平方公里，最大水深18.8米。